# Station Leverkusen Mitte
Station Leverkusen Mitte (Duits: Bahnhof Leverkusen Mitte) is een spoorwegstation van de Duitse stad Leverkusen. Het station is gelegen aan de spoorlijn Keulen – Duisburg en Keulen - Hamm.

## Treinverbindingen
| Serie      | Treinsoort                          | Route | Bijzonderheden                            |
| ---------- | ----------------------------------- | --- | ----------------------------------------- |
| RE 1 (RRX) | Regional-Express (National Express) | Aachen Hbf – Stolberg (Rheinl) Hbf – Eschweiler Hbf – Düren – Köln Hbf – Leverkusen Mitte – Düsseldorf Hbf – Duisburg Hbf – Essen Hbf – Dortmund Hbf – Hamm (Westf) | NRW-Express                               |
| RE 5 (RRX) | Regional-Express (National Express) | Wesel – Oberhausen Hbf – Duisburg Hbf – Düsseldorf Hbf – Leverkusen Mitte – Köln Hbf – Bonn Hbf – Remagen – Andernach – Koblenz Hbf                                 | Rhein-Express                             |
| S 6        | S-Bahn (DB Regio NRW)               | Köln-Worringen – Köln-Nippes – Köln Hbf – Leverkusen Mitte – Langenfeld (Rhld) – Düsseldorf-Benrath – Düsseldorf Hbf – Ratingen Ost – Essen Hbf                     | Dienstregeling S6 geldig vanaf 10-12-2023 |

0,0: Köln Messe/Deutz ·
4,1: Köln-Buchforst ·
3,8: Köln-Mülheim ·
11,7: Leverkusen Mitte ·
28,5: Düsseldorf-Benrath ·
39,5: Düsseldorf Hbf ·
47,7: Düsseldorf Flughafen ·
49,2: Kalkum ·
63,1: Duisburg Hbf ·
70,7: Oberhausen Hbf ·
75,2: Essen-Frintrop ·
76,0: Essen-Dellwig ·
80,0: Station Essen-Bergeborbeck ·
82,1: Station Essen-Altenessen ·
85,1: Essen-Zollverein Nord ·
89,1: Gelsenkirchen Hbf ·
94,5: Wanne-Eickel Hbf ·
98,4: Herne ·
105,3: Castrop-Rauxel Hbf ·
110,3: Dortmund-Mengede ·
117,0: Dortmund Gbf ·
119,5: Dortmund Hbf ·
121,8: Dortmund Bbf ·
125,4: Dortmund-Scharnhorst ·
126,4: Dortmund-Flughafen ·
129,4: Dortmund-Kurl ·
131,6: Kamen-Methler ·
135,5: Kamen ·
142,0: Nordbögge ·
150,7: Hamm (Westf)
0,0: Köln Hbf ·
1,1: Köln Messe/Deutz ·
4,1: Köln-Buchforst ·
5,0: Köln-Mülheim ·
7,5: Köln-Stammheim ·
9,4: Bayerwerk ·
11,7: Leverkusen Mitte ·
13,3: Leverkusen-Küppersteg ·
16,1: Leverkusen-Rheindorf ·
20,2: Langenfeld (Rhld) ·
22,7: Langenfeld (Rhld)-Berghausen ·
24,7: Düsseldorf-Hellerhof ·
26,0: Düsseldorf-Garath ·
28,5: Düsseldorf-Benrath ·
31,0: Düsseldorf-Reisholz ·
33,5: Düsseldorf-Eller Süd ·
39,5: Düsseldorf Hbf ·
46,0: Düsseldorf-Unterrath ·
47,7: Düsseldorf Flughafen ·
49,2: Kalkum ·
52,1: Angermund ·
53,8: Duisburg-Rahm ·
55,8: Duisburg-Großenbaum ·
57,8: Duisburg-Buchholz ·
60,0: Duisburg Schlenk ·
63,1: Duisburg Hbf
Essen Hbf ·
Essen Süd ·
Essen Stadtwald ·
Essen-Hügel ·
Essen-Werden ·
Kettwig ·
Kettwig Stausee ·
Hösel ·
Ratingen Ost ·
Düsseldorf-Rath ·
Düsseldorf-Rath Mitte ·
Düsseldorf-Derendorf ·
Düsseldorf Zoo ·
Düsseldorf Wehrhahn ·
Düsseldorf Hbf ·
Düsseldorf Volksgarten ·
Düsseldorf-Oberbilk ·
Düsseldorf-Eller Süd ·
Düsseldorf-Reisholz ·
Düsseldorf-Benrath ·
Düsseldorf-Garath ·
Düsseldorf-Hellerhof ·
Langenfeld-Berghausen ·
Langenfeld (Rheinland) ·
Leverkusen-Rheindorf ·
Leverkusen-Küppersteg ·
Leverkusen Mitte ·
Bayerwerk ·
Köln-Stammheim ·
Köln-Mülheim ·
Köln-Buchforst ·
Köln Messe/Deutz ·
Köln Hbf ·
Köln Hansaring ·
Köln-Nippes